# 1849 na música

## Nascimentos
| Data | Nome | Profissão | Nacionalidade | Observações | Ref |
| ---- | ---- | --------- | ------------- | ----------- | --- |

## Mortes
| Data           | Nome              | Profissão            | Nacionalidade | Observações | Ref |
| -------------- | ----------------- | -------------------- | ------------- | ----------- | --- |
| 11 de Maio     | Carl Otto Nicolai | compositor e maestro | Alemanha      | n. 1810     |     |
| 25 de Setembro | Johann Strauß I   | compositor           | Áustria       | n. 1804     |     |
| 17 de Outubro  | Frédéric Chopin   | compositor           | Polónia       | n. 1810     |     |